# Водоп'янова Клавдія Пантелеймонівна
Клавдія Пантелеймонівна Водоп'я́нова (нар. 28 травня 1915, Юзівка — пом. 3 лютого 2000, Донецьк) — українська скульпторка і живописиця; членкиня Спілки художників України з 1947 року.

## Біографія
Народилася 13 [28] травня 1915 року в місті Юзівці (тепер Донецьк, Україна). 1935 року закінчила Дніпропетровське художнє училище, впродовж 1935—1941 років навчалася у Київському художньому інституті (викладачі Макс Гельман, Сергій Григор'єв, Леонід Шервуд, Петро Ульянов).
Впродовж 1941–1947 років очолювала гурток образотворчого мистецтва у Хабаровському краї РРФСР; з 1948 року працювала у Донецькому товаристві художників, з 1961 року — у Донецькому відділенні Художнього фонду УРСР.
Жила у Донецьку, в будинку на бульварі Пушкіна № 18, квартира 46, потім в будинку на вулиці Університетській № 30-А, квартира 45.
Дружина скульптора Володимира Макаровича, мати художника Володимира Володимировича Костіних, бабуся художниці Олени Костіної.
Померла у Донецьку 3 лютого 2000 року.

## Творчість
Працювала в галузі станкової та монументальної скульптури, живопису. Авторка пейзажів, натюрмортів. Серед робіт:
скульптура
- барельєфи: «Громадянська війна» (1944), «Вітчизняна війна» (1944);
- «Перемога» (кінотеатр у Комсомольську-на-Амурі);
- «Фронтова санітарка» (1944);
- «Дівчина-боєць» (1944);
- «Олег Кошовий» (1955);
- «Шахтар» (1960);
- «Сергій Кіров» (1964);
- «Надія Крупська» (1965);
- композиція «Юнацтво» (у співавторстві).

пам'ятники
- Володимиру Маяковському (1957);
- Олегу Кошовому (1960);
- Максиму Горькому (1968);
- Валеріану Куйбишеву у Донецьку (1969, у співавторстві з Володимиром Костіним);
- погруддя
  - Валерія Чкалова (1971, гіпс);
  - Антона Макаренка (1982, гіпс).

живопис
- «Амурська рибачка» (1944);
- «Чай з лимоном» (1980);
- «Горобина» (1988);
- «Півники і тюльпани» (1992);
- «Квіти, вино, фрукти» (1992).